# 布卢瓦
布卢瓦（法語：Blois，法語：[blwa] ⓘ），法国中部城市，中央-卢瓦尔河谷大区卢瓦-谢尔省的一个市镇，同时也是该省的省会，下辖布卢瓦区，其市镇面积为37.46平方公里，2022年1月1日时人口数量为47,092人，是该省人口最多的市镇，在法国城市中排名第150位。
布卢瓦位于卢瓦-谢尔省中部，卢瓦尔河谷内，奥尔良和图尔两大城市的中点地带，A10高速公路和巴黎－波尔多铁路由此通过，是一个区域性的中心城市和交通枢纽。布卢瓦是法国艺术与历史之城，因其同名家族而闻名，其家族成员在中世纪中期曾获得了西欧多个国家的爵位。布卢瓦市区横跨卢瓦尔河，其中老城区位于河道右岸，布卢瓦城堡是当地的标志性建筑，也是法国首批国家文物保护单位。

## 地名来源
“布卢瓦”一名的来源尚不清楚，法国历史学家普遍认为其最早出现于公元6世纪。彼时，当地的居民以自称，但其词源指代不明。法国史学家阿尔贝·多扎认为这一名称可能来源于当地的一条小溪。

## 历史

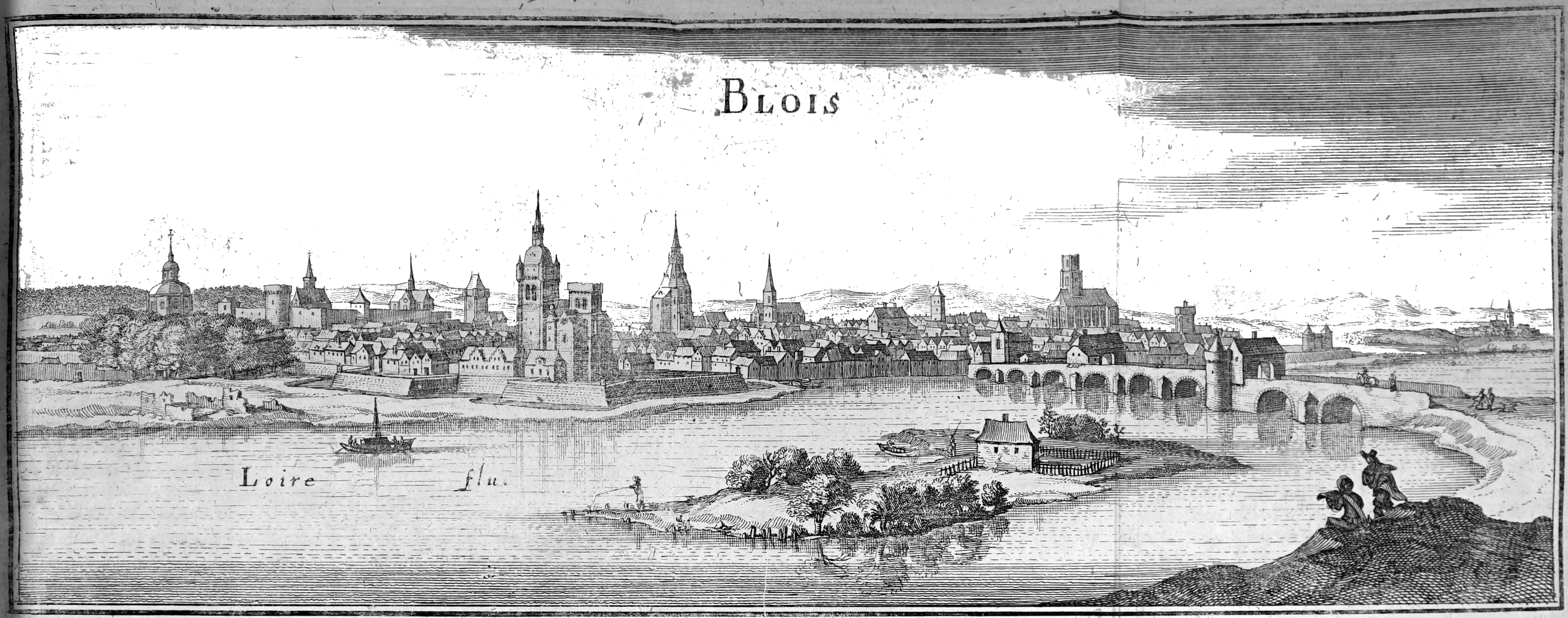
1656年的布卢瓦

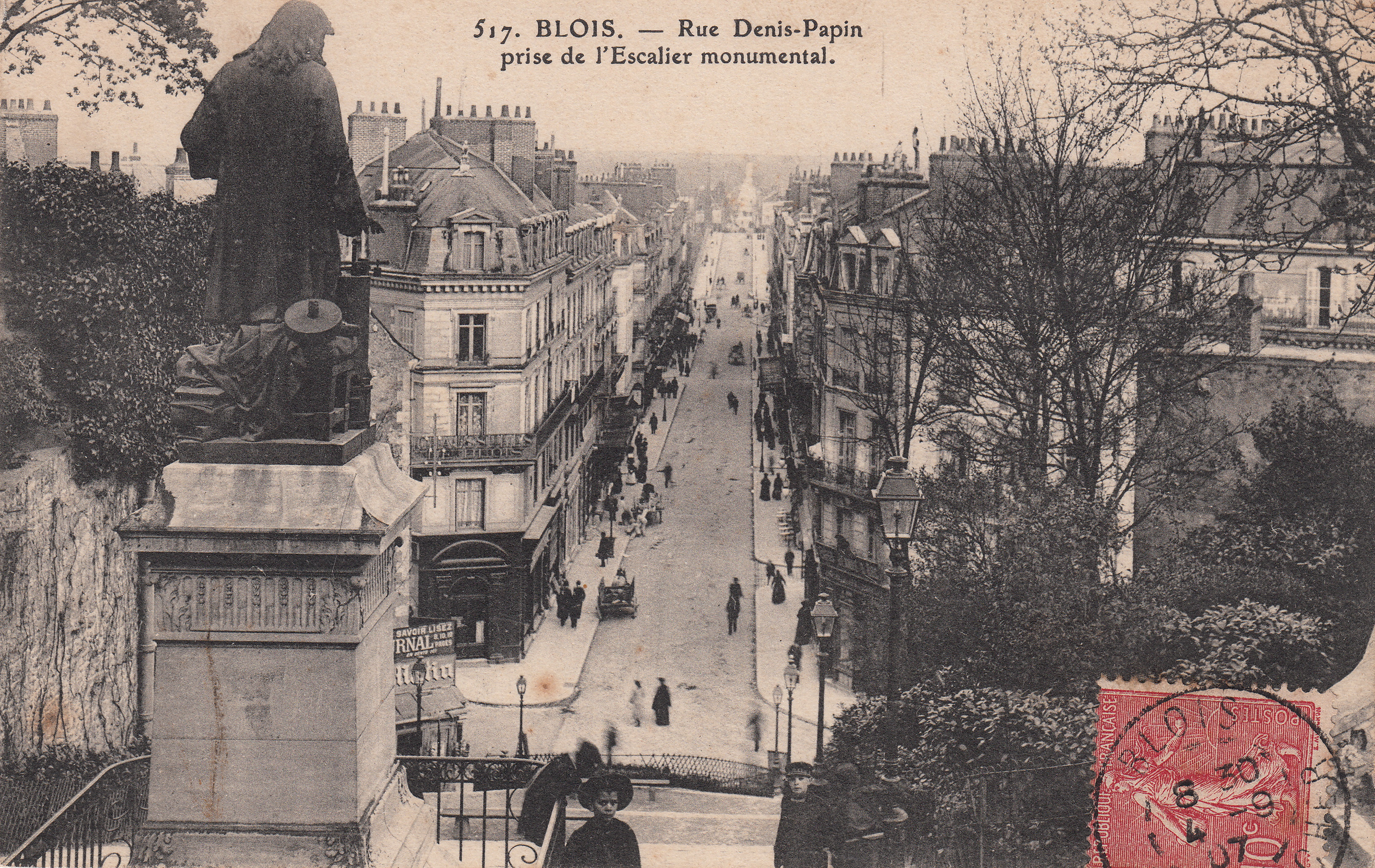
1907年的布卢瓦

布卢瓦作为人类聚居点的历史可能起源甚早，在高卢时期，这一地区为卡努特人的活动范围。该地区2014年的考古发掘证明了当地在罗马人入侵以前就已形成集镇，并有证据表明在当时可能就已出现了横跨卢瓦尔河的桥梁。公元5世纪初，西罗马帝国日益衰败，布列塔尼的部落首领卢奥马杜斯（Luomadus）率兵建立了布卢瓦王国，后于公元491年被克洛维一世收归，布卢瓦至此成为法兰西皇室的领土。公元906年，老蒂博获得爵位，而纽斯特利亚亲王伟大的于格于公元941年将其图尔伯爵的爵位禅让给了其长子布卢瓦的蒂博一世，从而开辟了布卢瓦家族，成为当地西欧最富有的一个贵族，并在中世纪中期拥有多个伯国的爵位，布卢瓦的地位变得明显重要起来。公元1171年，布卢瓦的蒂博五世下令铲除宗教异端，在布卢瓦将三十余名犹太人烧死，布卢瓦也由此成为西欧首个建立反犹条例并执行的城市，宗教权威得以在布卢瓦建立，圣路易主教座堂、圣劳莫修道院、圣尼各老堂和圣撒多宁堂等宗教建筑于同一时期在布卢瓦出现。公元13世纪，沙蒂永家族通过联姻获得布卢瓦伯爵的爵位，并开始修建布卢瓦城堡。1305年，布卢瓦家族的唯一继承者纳瓦拉的胡安娜一世逝世，其爵位划至卡佩王朝，后被路易十二收归，布卢瓦附属于奥尔良行省，成为法兰西皇室的直属领地。1440年，奥尔良公爵查理在结束了人质生涯返回法国之后定居于布卢瓦城堡，其长子路易十二也出生在布卢瓦城堡中。1588年，布卢瓦三级会议，以商讨1588年法国暴乱的对策，法国国王亨利三世在这里精心设计刺杀了他的主要政敌吉斯公爵亨利。1617年到1619年间，法国王太后玛丽·德·美第奇在被黎塞留赶出宫廷后，曾暂居布卢瓦城堡。法国大革命后，奥尔良行省被拆分，布卢瓦成为卢瓦-谢尔省的省会。1814年，拿破仑一世的皇后玛丽·路易莎曾短暂居住于布卢瓦。1846年，连接布卢瓦的铁路线建成通车，布卢瓦逐渐发展成为一个工商业中心。1910至1933年间，布卢瓦曾出现有轨电车，后被公共汽车代替。西班牙内战期间，布卢瓦收纳了大批难民。

## 地理

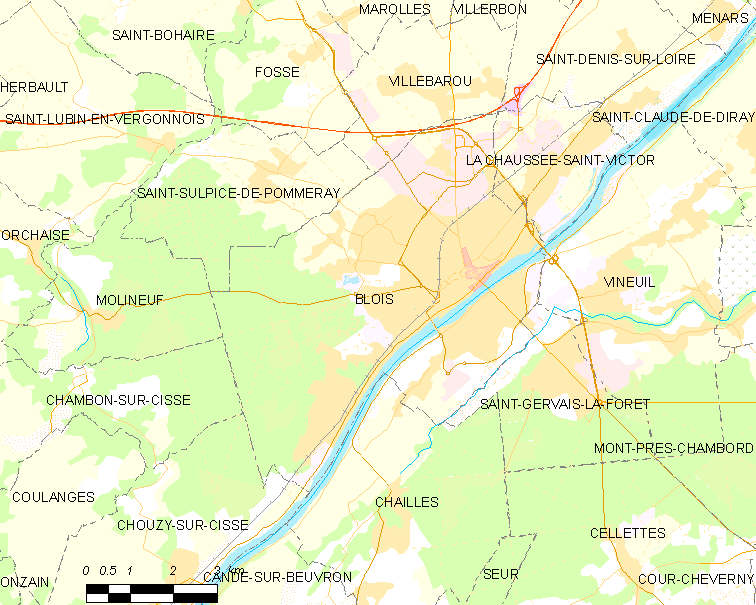
布卢瓦市镇范围地图

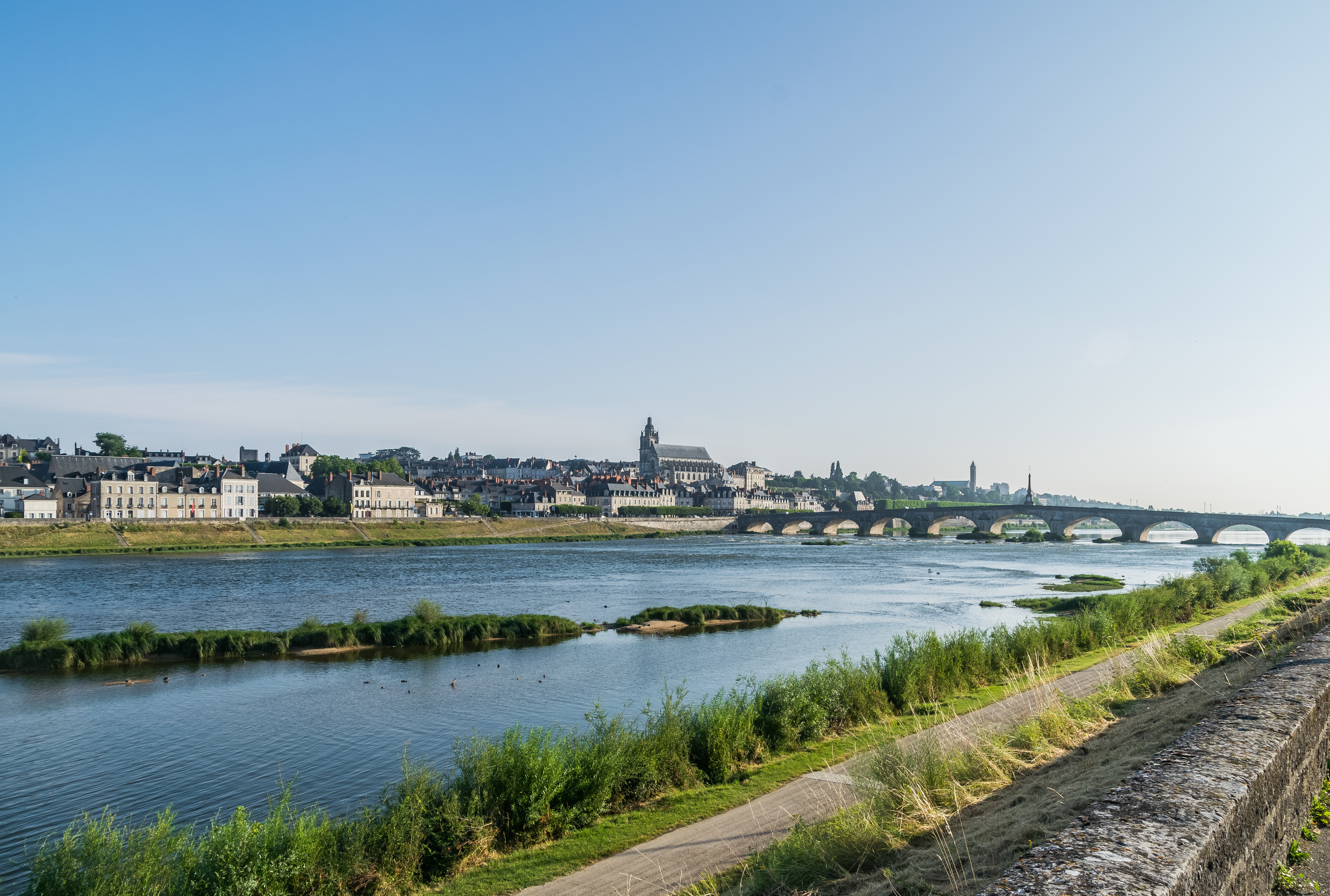
流经布卢瓦市中心的卢瓦尔河

布卢瓦位于法国中部偏西北，中央-卢瓦尔河谷大区中部和卢瓦-谢尔省中部，距离大区首府奥尔良大约51公里，距离法国首都巴黎大约170公里。与布卢瓦接壤的市镇包括：福塞、沙耶、拉绍塞圣维克托、圣热尔韦拉福雷、圣叙尔皮斯-德波姆赖、维勒巴鲁、维讷伊、瓦朗锡斯、锡斯河畔瓦卢瓦尔。

### 地形
布卢瓦境内以平原和浅丘为主，地形自卢瓦尔河岸向两侧抬升，其中右岸部分区域抬升明显，老城区内设有多处仅供行人通过的步行阶梯，而老城区外围则地形平坦。整个市镇的海拔在63到135米之间。

### 水文
法国第一长河卢瓦尔河自东北向西南流经布卢瓦市中心，平均宽度在400米左右。

### 植被
布卢瓦属于温带阔叶混交林区，市区内的主要绿地公园包括主教宫平台玫瑰园、奥古斯坦·蒂埃里花园（Jardin Augustin Thierry）等，林地则广泛分布于河流附近以及市区西部。
在鲜花城市的评比中，布卢瓦被评为4星级（最高级）鲜花城市。

### 气候
布卢瓦在柯本气候分类法中属于温带海洋性气候，年温差较小，降水分布均匀。
布卢瓦境内设有气象站，以下为该气象站的数据：
| 布卢瓦1981年－2019年 | 布卢瓦1981年－2019年 | 布卢瓦1981年－2019年 | 布卢瓦1981年－2019年 | 布卢瓦1981年－2019年 | 布卢瓦1981年－2019年 | 布卢瓦1981年－2019年 | 布卢瓦1981年－2019年 | 布卢瓦1981年－2019年 | 布卢瓦1981年－2019年 | 布卢瓦1981年－2019年 | 布卢瓦1981年－2019年 | 布卢瓦1981年－2019年 | 布卢瓦1981年－2019年 |
| 月份                 | 1月                  | 2月                  | 3月                  | 4月                  | 5月                  | 6月                  | 7月                  | 8月                  | 9月                  | 10月                 | 11月                 | 12月                 | 全年                 |
| -------------------- | -------------------- | -------------------- | -------------------- | -------------------- | -------------------- | -------------------- | -------------------- | -------------------- | -------------------- | -------------------- | -------------------- | -------------------- | -------------------- |
| 历史最高温 °C（°F）  | 16 (61)              | 22.9 (73.2)          | 24.5 (76.1)          | 28.9 (84.0)          | 31.4 (88.5)          | 38.1 (100.6)         | 41.6 (106.9)         | 39.5 (103.1)         | 34.1 (93.4)          | 28.9 (84.0)          | 21.9 (71.4)          | 17.6 (63.7)          | 41.6 (106.9)         |
| 平均高温 °C（°F）    | 7.1 (44.8)           | 8.6 (47.5)           | 12.7 (54.9)          | 15.5 (59.9)          | 19.8 (67.6)          | 23.3 (73.9)          | 25.9 (78.6)          | 26 (79)              | 21.6 (70.9)          | 16.6 (61.9)          | 10.7 (51.3)          | 7.1 (44.8)           | 16.2 (61.2)          |
| 日均气温 °C（°F）    | 4.3 (39.7)           | 5 (41)               | 8 (46)               | 10.2 (50.4)          | 14.2 (57.6)          | 17.3 (63.1)          | 19.6 (67.3)          | 19.7 (67.5)          | 16 (61)              | 12.3 (54.1)          | 7.4 (45.3)           | 4.4 (39.9)           | 11.5 (52.7)          |
| 平均低温 °C（°F）    | 1.5 (34.7)           | 1.4 (34.5)           | 3.3 (37.9)           | 4.9 (40.8)           | 8.6 (47.5)           | 11.4 (52.5)          | 13.2 (55.8)          | 13.5 (56.3)          | 10.4 (50.7)          | 7.9 (46.2)           | 4.2 (39.6)           | 1.7 (35.1)           | 6.8 (44.2)           |
| 历史最低温 °C（°F）  | −13.7 (7.3)          | −16 (3)              | −11 (12)             | −3.4 (25.9)          | −0.4 (31.3)          | 0.1 (32.2)           | 5.1 (41.2)           | 3.9 (39.0)           | 2.5 (36.5)           | −3.1 (26.4)          | −11.7 (10.9)         | −11.5 (11.3)         | −16 (3)              |
| 平均降水量 mm（）    | 54.9 (2.16)          | 47.6 (1.87)          | 45.9 (1.81)          | 50.3 (1.98)          | 53 (2.1)             | 48.4 (1.91)          | 53.9 (2.12)          | 41.2 (1.62)          | 54.2 (2.13)          | 61.6 (2.43)          | 64.9 (2.56)          | 63.3 (2.49)          | 639.2 (25.17)        |
| 月均日照時數         | 64.3                 | 88.3                 | 142.2                | 177.6                | 202.2                | 201.9                | 217.4                | 224.2                | 179.5                | 120                  | 71.7                 | 54.5                 | 1,743.8              |
| 来源：infoclimat     |                      |                      |                      |                      |                      |                      |                      |                      |                      |                      |                      |                      |                      |

## 行政区划
布卢瓦是法国中央-卢瓦尔河谷大区卢瓦-谢尔省的一个市镇，编号为41018，它也是卢瓦-谢尔省的省会。布卢瓦下辖布卢瓦区，隶属于卢瓦-谢尔省第一选区，管理布卢瓦第一县、第二县、第三县，另有部分区域划归维讷伊县。布卢瓦也是布卢瓦城市圈公共社区的办公驻地。
布卢瓦市镇被划为5个街区，并实行街区自治制度。
法国国家统计与经济研究所（简称）在进行数据统计时，将布卢瓦及相邻的另外6个市镇设为布卢瓦城市核心区，并将包括核心区在内的周边共75个市镇划为布卢瓦城市区。自2020年起，布卢瓦城市区被包含78个市镇的布卢瓦城市辐射区代替。此外，还将布卢瓦市镇分为了20个“块区”（IRIS），以便于统计人口分布情况。

## 交通

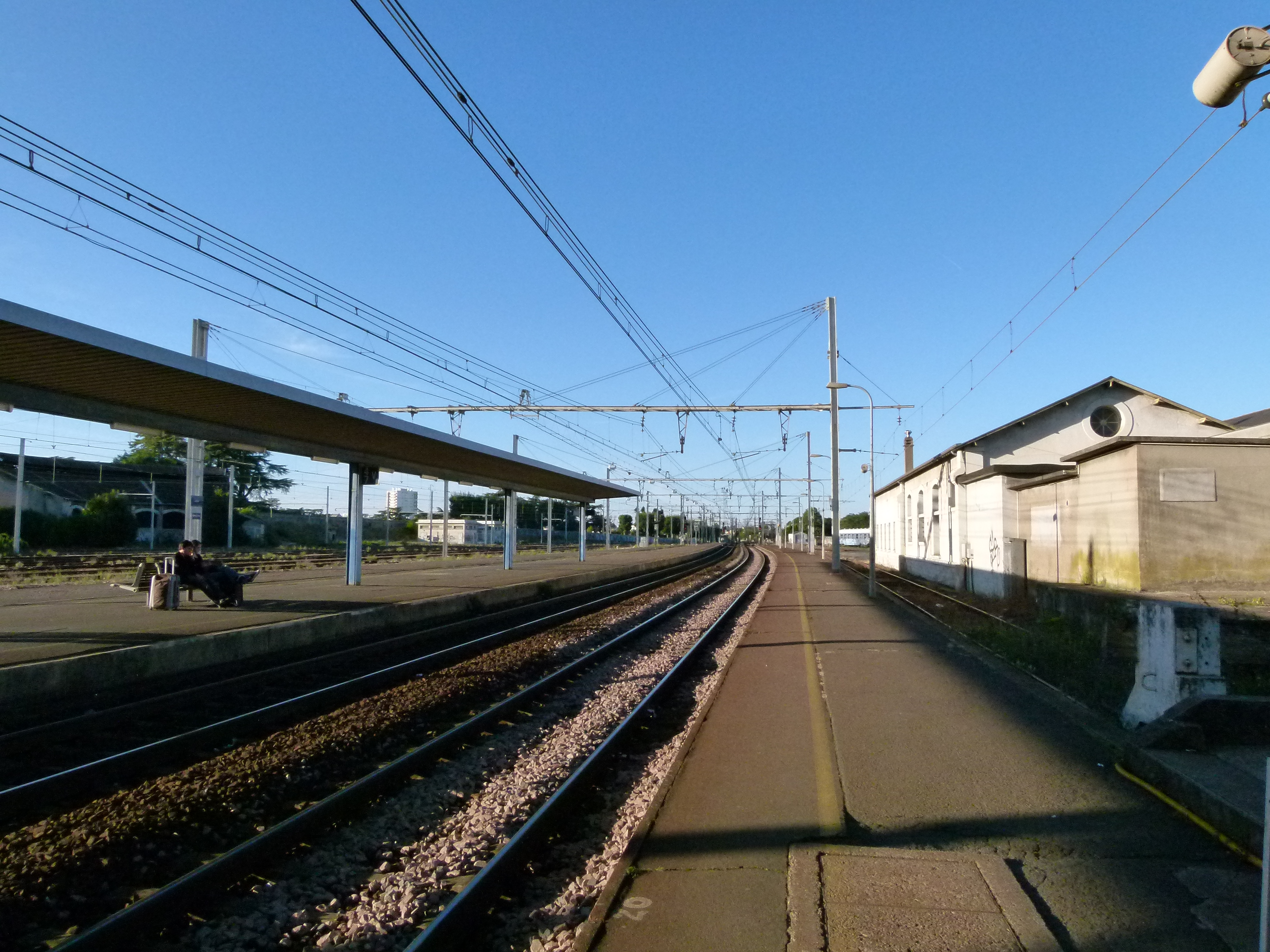
布卢瓦-香波火车站的站台

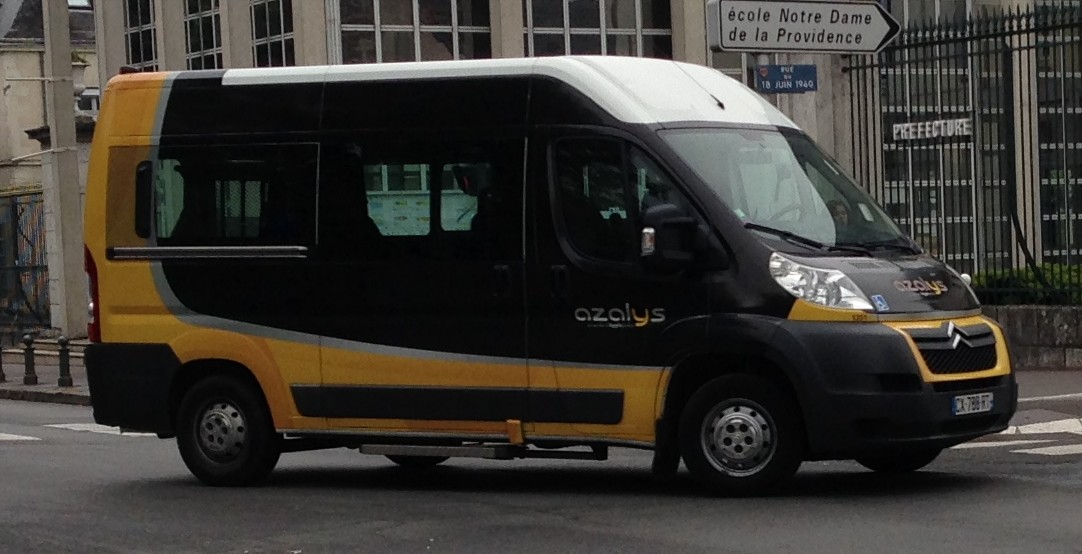
布卢瓦街头的一辆小型公共汽车

### 公路
法国A10号高速公路从布卢瓦市区北部经过并设有17号出入口；另有十余条卢瓦-谢尔省省道在布卢瓦境内交汇，中央-卢瓦尔河谷大区下属的城际客运提供巴士线路，可前往周边部分市镇。
中央-卢瓦尔河谷综合线路网下属的卢瓦-谢尔省城际客运（商业名称为“Route41”）开通多条常规巴士线路，可前往旺多姆、罗莫朗坦-朗特奈、萨尔布里、拉莫特伯夫龙、谢尔河畔塞勒等地，同时也开行连接周边主要市镇的校车线路。
2018年，64%的布卢瓦家庭拥有至少一辆私人汽车。2019年，布卢瓦境内共发生各类交通事故56起，造成1 (0,8 %)人遇难，64 (54,2 %)人受伤。

### 铁路
布卢瓦位于巴黎－波尔多铁路线上。布卢瓦-香波站，2013年以前称为“布卢瓦站”（Gare de Blois）是布卢瓦市区内唯一的客运铁路车站，该站每天停靠前往奥尔良、图尔、巴黎、南特等方向的区域列车。

### 航空
布卢瓦境内建有布卢瓦-勒布勒伊飞行场，供商务及救援使用。
距离布卢瓦最近的民用航空机场为图尔-卢瓦尔河谷机场，距离布卢瓦市区大约45公里，该机场开行前往伦敦、马赛和里斯本的常规航线。

### 城市公共交通
布卢瓦城市公共交通（商业名称为），由布卢瓦城市圈公共社区负责监管，凯奥雷斯-布卢瓦负责运营。截至2021年11月，布卢瓦城市公共交通下属7条常规公交线路、1条市区摆渡小公交和多条校车线路，同时还提供定制公交服务，其线路网覆盖了布卢瓦市内的主要街区以及周边主要市镇。

## 政治

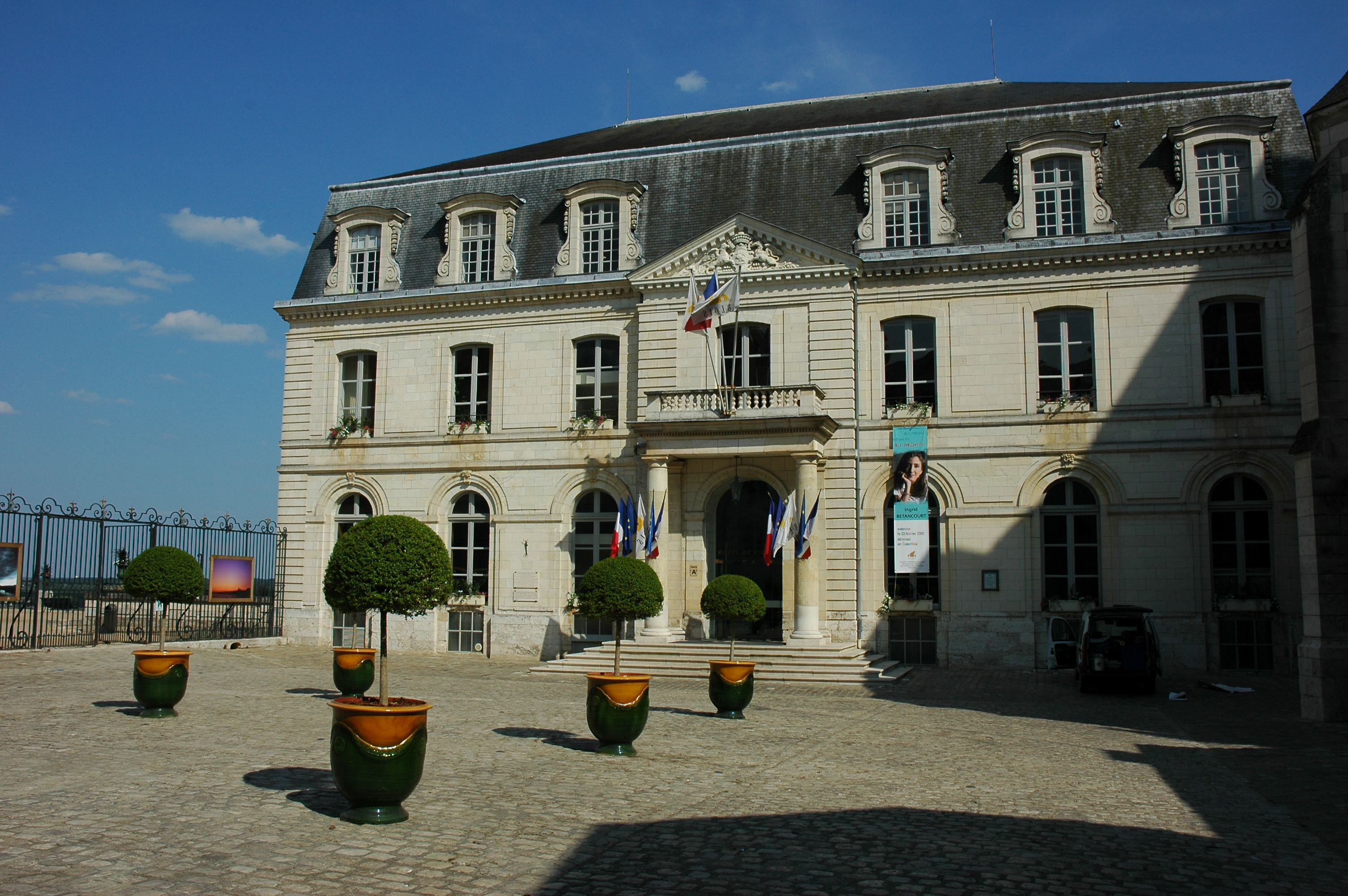
布卢瓦市政厅

布卢瓦的现任市长为马克·格里古（Marc Gricourt）先生，他在2014年的市政选举中获得了47.25%的支持率，在2020年的市政选举中则获得55.98%的支持率。
在2017年的法国总统大选中，法国第25任总统埃马纽埃尔·马克龙在布卢瓦获得了74.66%的支持率。
| 布卢瓦历届市长 |                                 |                 |
| 任期           | 市长                            | 党派            |
| 1945年－1947年 | Charles Ruche 夏尔·吕什         | 不详            |
| 1947年－1959年 | René Calenge 勒内·卡朗热        | 不详            |
| 1959年－1965年 | Marcel Buhler 马塞尔·比莱尔     | RPF法国人民联盟 |
| 1965年－1971年 | Louis Pétré 路易·佩特雷         | MRP人民共和运动 |
| 1971年－1989年 | Pierre Sudreau 皮埃尔·叙德罗    | UDF法国民主联盟 |
| 1989年－2000年 | Jack Lang 賈克·朗               | PS社会党        |
| 2000年－2001年 | Bernard Valette 贝尔纳·瓦莱特   | PS社会党        |
| 2001年－2008年 | Nicolas Perruchot 尼古拉·佩吕绍 | UDF法国民主联盟 |
| 2008年－       | Marc Gricourt 马克·格里古       | PS社会党        |

## 人口
2018年，布卢瓦市镇人口数量为45,871，在法国排名第150位。其中男性21,683人，女性24,188人，75岁及以上人口占8.7%，外籍人口数量为12,397人，人口密度为1,225人/平方公里，当地居民被称为（男性）或（女性）。2019年，布卢瓦境内出生630人，死亡人口473人。
| 年份   | 1936   | 1946   | 1954   | 1962   | 1968   | 1975   | 1982   | 1990   | 1999   | 2006   | 2011   | 2016   | 2018   |
| ------ | ------ | ------ | ------ | ------ | ------ | ------ | ------ | ------ | ------ | ------ | ------ | ------ | ------ |
| 人口數 | 26,025 | 26,774 | 28,190 | 33,838 | 42,264 | 49,778 | 47,243 | 49,318 | 49,171 | 48,487 | 46,390 | 45,687 | 45,871 |

## 经济

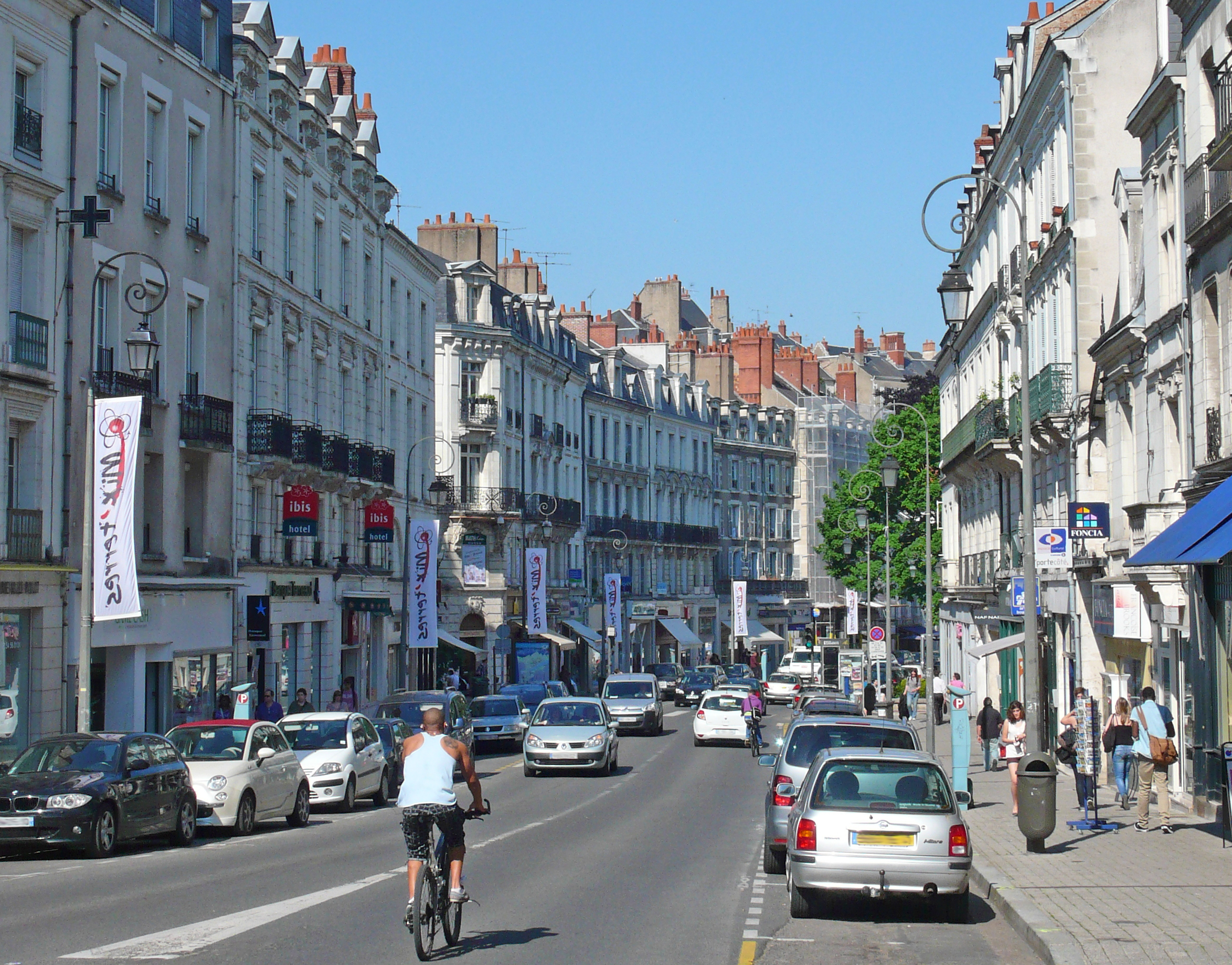
布卢瓦市中心的码头街

布卢瓦位于图尔和奥尔良两大都会区的中点位置，是一个区域性的工商业中心，卢瓦-谢尔省工商会的总部所在地，市区北部的维勒茹万街区以及相邻的维勒巴鲁境内设有大型工业集中开发区。
截止2021年11月，布卢瓦共有各类用人单位（包含自雇）7,035家，平均历史为16年，其中98.13%为中小型企业（PME）。（化工材料销售）、（发动机生产）及（大型零售）是当地2020年营业额最高的三个企业，分别为464,621,551欧元、292,978,442欧元和103,900,644欧元。

## 财政收入
2019年，布卢瓦的财政收入总额为77,497,300欧元，财政支出总额为70,793,100欧元，当年的债务总额为50,379,200欧元。2021年，布卢瓦共获得11,860,069欧元的国家财政补助，比上一年增加了1.24%。
2019年，布卢瓦的人均月收入总额为2,115欧元，其中高级职员为3,828欧元，低于法国平均水平（4,230欧元）；中级职员为2,258欧元，低于法国平均水平（2,411欧元）；普通职员为1,658欧元，亦低于法国平均水平（1,740欧元）。
2018年，布卢瓦境内的青壮年（15至64岁）失业率为18.8%，当地44.8%的家庭拥有纳税资格，平均纳税3,020欧元，低于法国平均水平（3,888欧元）。

## 社会事务

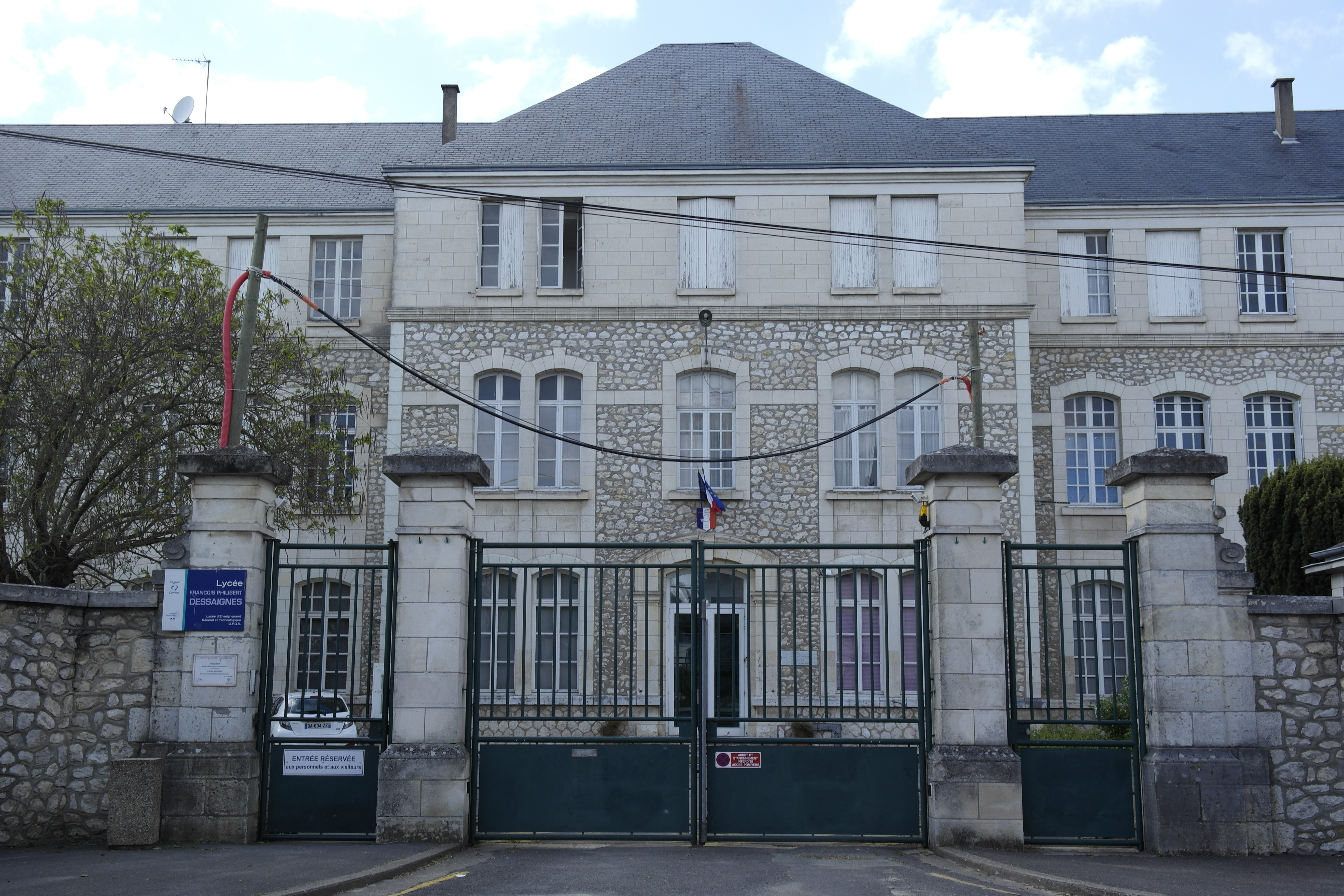
布卢瓦的一所高级中学

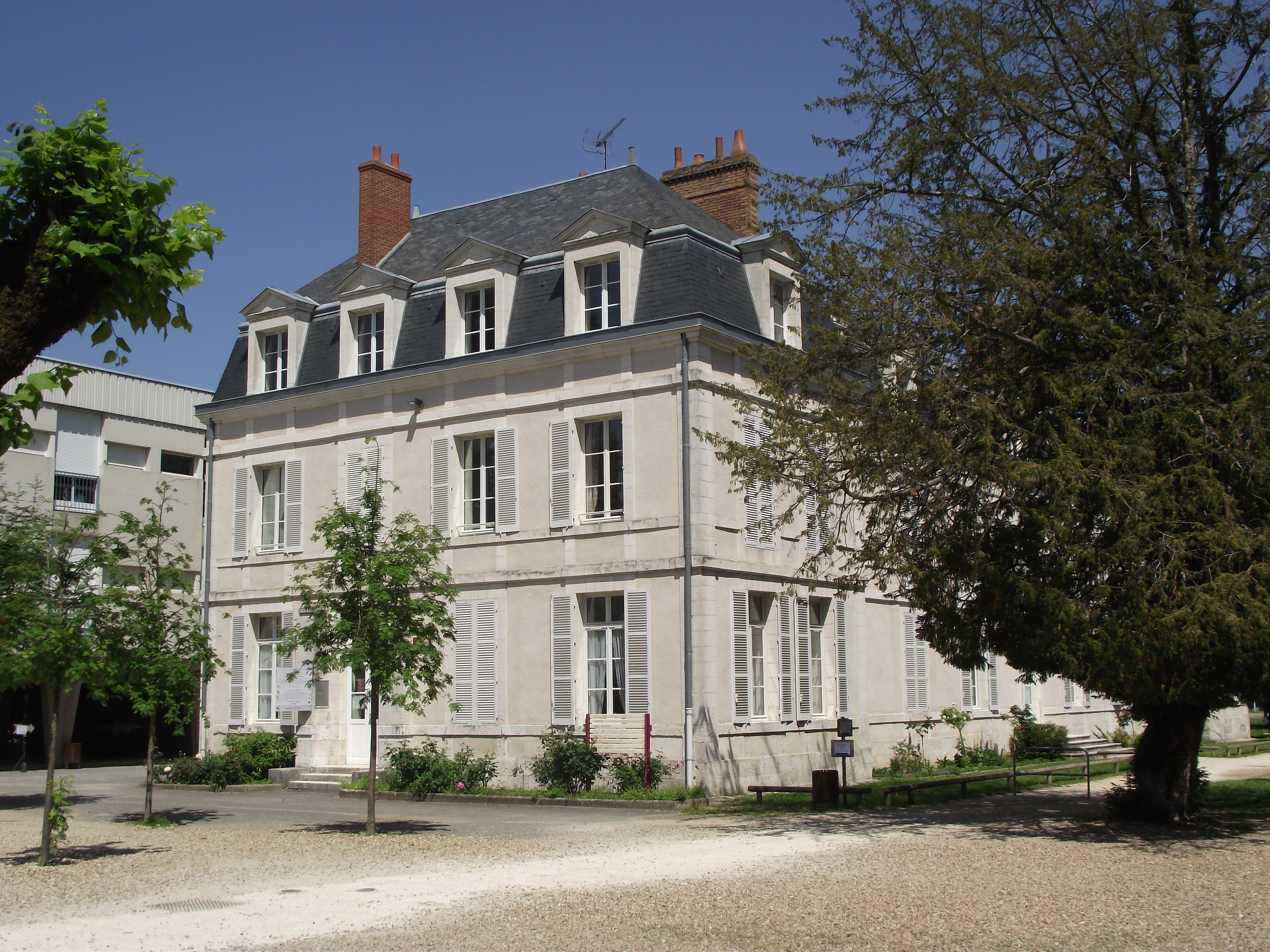
奥古斯丁·蒂埃里教育中心的一处建筑

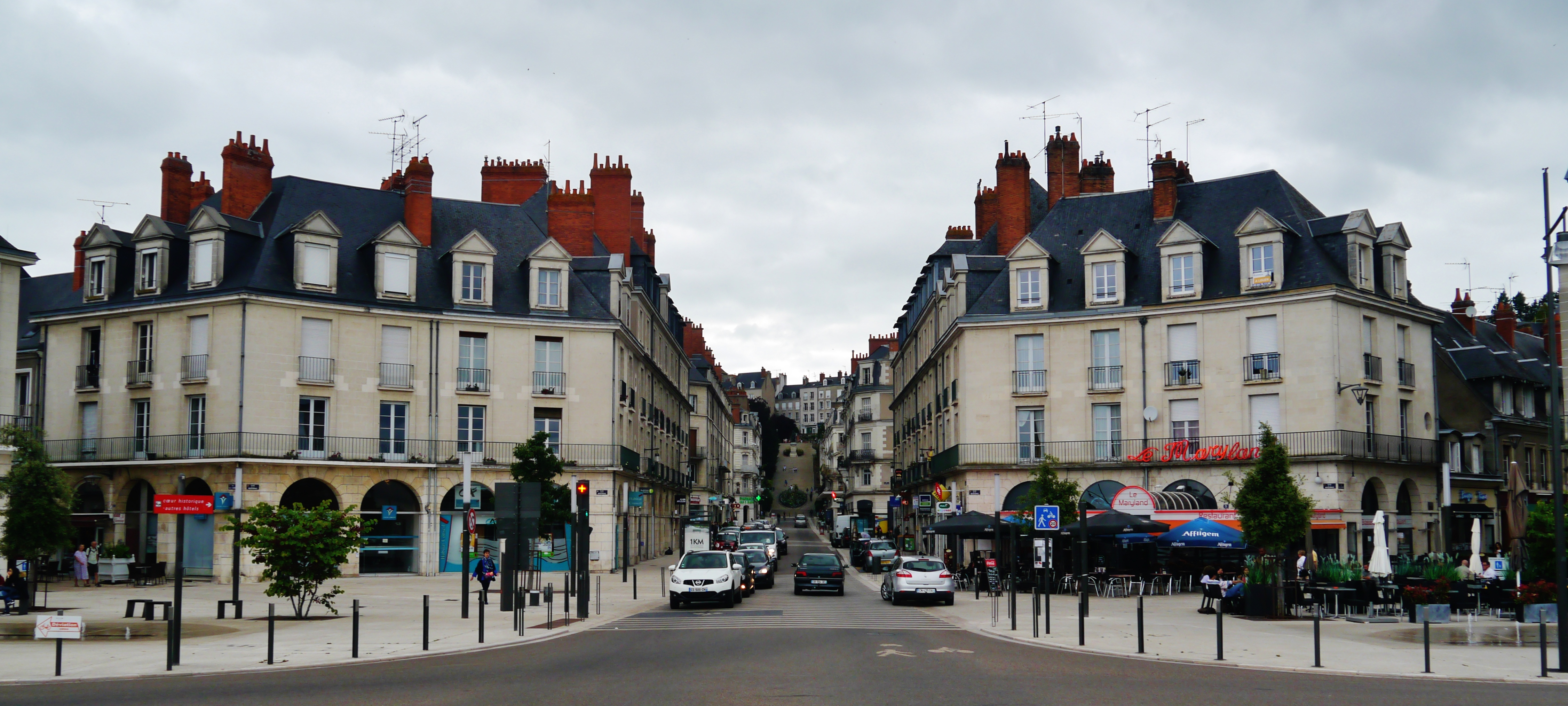
德尼·帕潘街

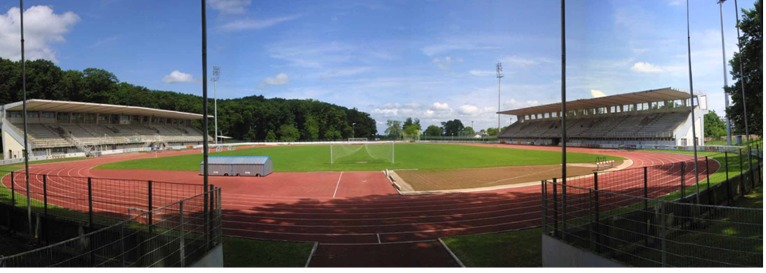
布卢瓦市政球场

### 教育
布卢瓦属于奥尔良-图尔学区。截止2020年1月1日，布卢瓦境内共有14所幼儿园、24所小学、8所初级中学、6所普通高中、1所农业高中和1所职业高中，其中奥古斯丁·蒂埃里教育中心建成于17世纪，是当地最古老的中等教育机构。2018至2019学年度，布卢瓦境内共有学生9,703名。
在高等教育方面，国立自然与景观高等学校是法国205所工程师学校之一，总部位于布卢瓦。图尔大学及奥尔良大学均在布卢瓦设有分校区。

### 医疗
截止2020年1月1日，布卢瓦境内共有全科医生52名、保健师53名、牙医27名、护士46名、耳科医生0名、眼科医生5名、皮肤科医生3名、助产士7名、儿科医生2名和妇科医生3名。境内共有药房13家、养老院8家、残疾人帮扶中心7家。
布卢瓦中心医院（Centre hospitalier de Blois）是法国的一家区域性医疗机构，其主病区位于布卢瓦市区东北部，于1978年由当时的法国卫生部长西蒙娜·韦伊主持修建并以其命名，现设有649个床位，是当地规模最大的综合性公立医院，同时还下属一所卫生学校。

### 住房
2018年，布卢瓦境内共有各类住房26,734套，其中32.1%为独立式居民区；66.8%为集中式居民区，主要分布在铁路线以西的部分。常住房屋占布卢瓦市镇范围内居民建筑总量的84.2%。
在住房保障政策方面，2020年，布卢瓦境内共有8,420户家庭获得了住房经济补助，受益人数占总人口数量的18.4%，其中8,240份为房租补助。

### 商业
2019年，布卢瓦境内共有各类实体商铺1,048家，其中餐厅178家、大型超市14家、杂货店19家、面包房28家、肉铺15家、书店11家、装饰品店3家、银行门店38家、美容美发店61家、汽车维修店49家。市区东南部的维讷伊境内设有大型商业中心。

### 体育
2020年，布卢瓦境内共有2家游泳池、12间体育馆、5座综合体育场、28处网球场、1处马术场、12处足球或橄榄球场以及7处篮球或排球场。布卢瓦网球锦标赛创建于2002年，是当地一项重要的体育赛事。
截至2021年11月，布卢瓦境内共有9家注册足球俱乐部，其中包括两家五人制足球队。布卢瓦足球俱乐部是当地的代表性足球俱乐部，该队成立于1999年，2021至2022赛季参加法国全国乙组联赛（法丁），其主场布卢瓦市政球场可同时容纳7,000名观众，是当地规模最大的体育设施。
除此之外，布卢瓦拥有圣艾蒂安足球俱乐部在卢瓦尔省以外规模最大的球迷联盟。

### 环境
布卢瓦的环境事务由其所属的公共社区负责。2015年，布卢瓦境内共有14家污染企业。

### 治安
布卢瓦境内共有一个派出所、一个国家宪兵队和一个消防站。
2020年，布卢瓦宪兵总队辖区内共4个市镇累计发生各类案件3,347起，其中盗窃类案件1,563起，经济类案件477起，毒品交易类案件254起。

## 文化
2020年，布卢瓦境内共有2家剧场、2家电影院、3家博物馆和1家音乐厅，布卢瓦美术馆为当地的代表性公共文化设施。此外布卢瓦市政府提供多媒体中心，向公众全年开放。

### 建筑
布卢瓦是法国艺术与历史之城，境内的旅游景点以历史文物为主，包括布卢瓦城堡、圣尼各老堂、圣三圣母圣殿、谷物大厅、圣路易大教堂及其附属的主教花园等。德尼·帕潘故居和横跨卢瓦尔河的雅克·加布里埃尔桥亦为法国国家文物保护单位。

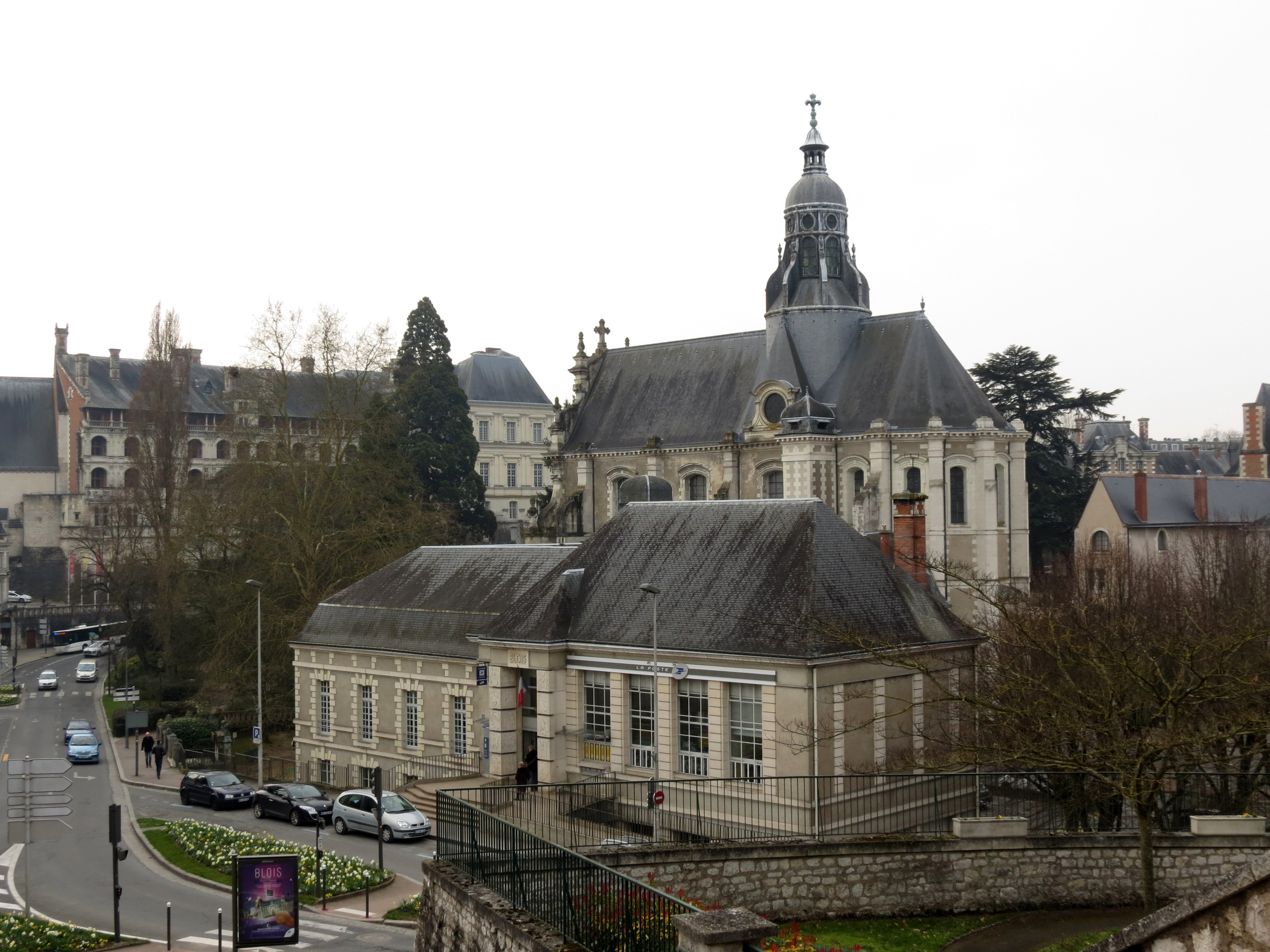
布卢瓦城堡一角
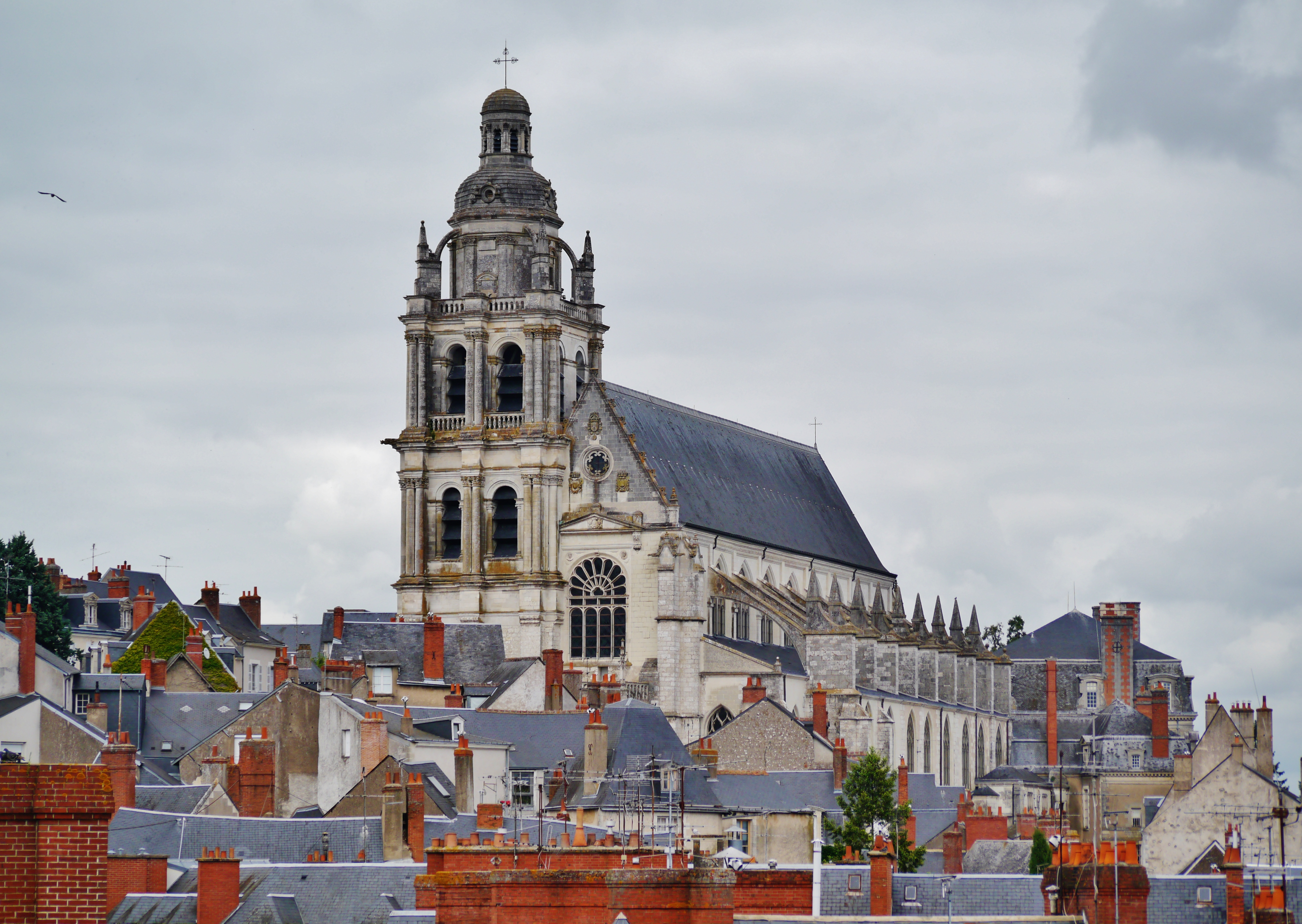
圣路易大教堂
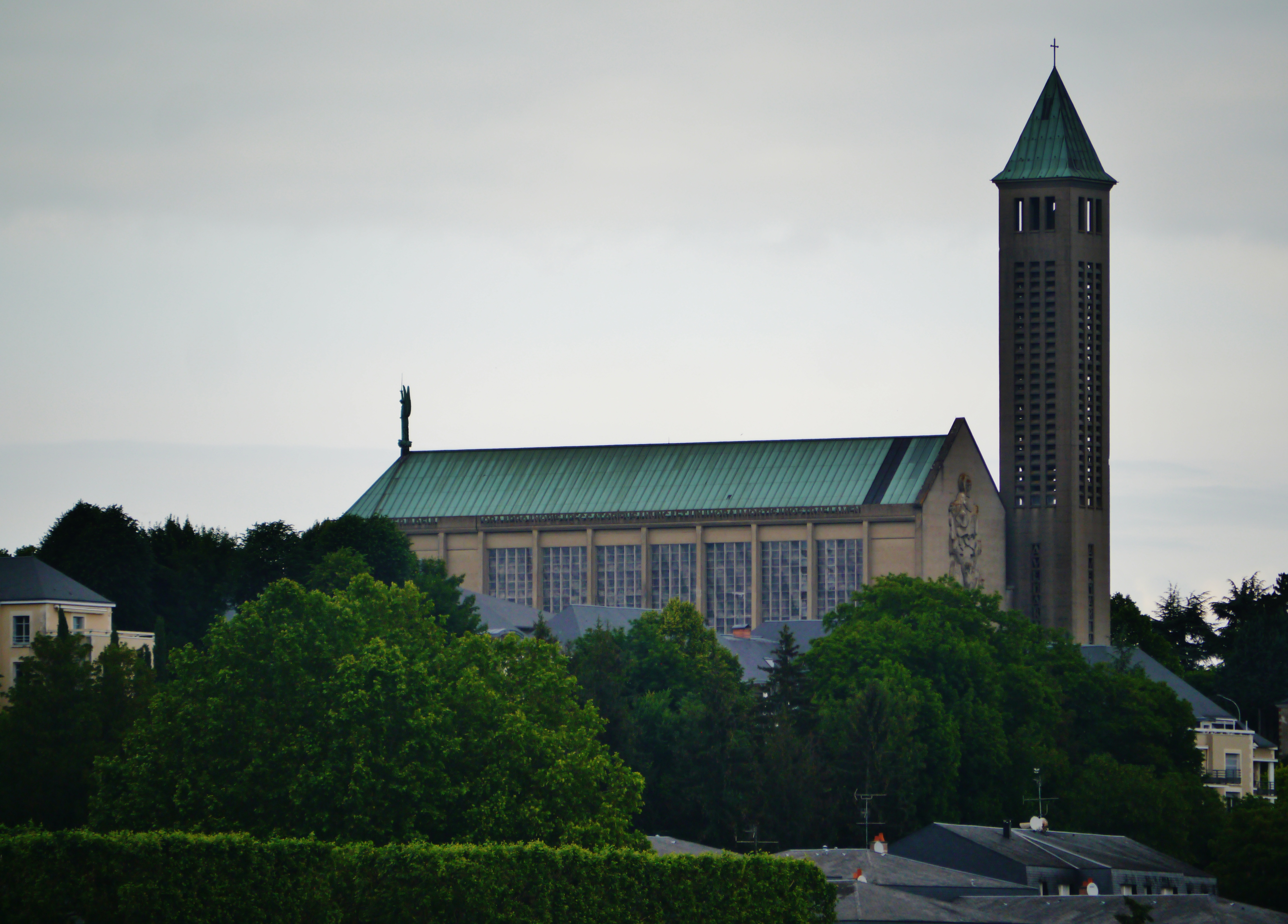
圣三圣母圣殿
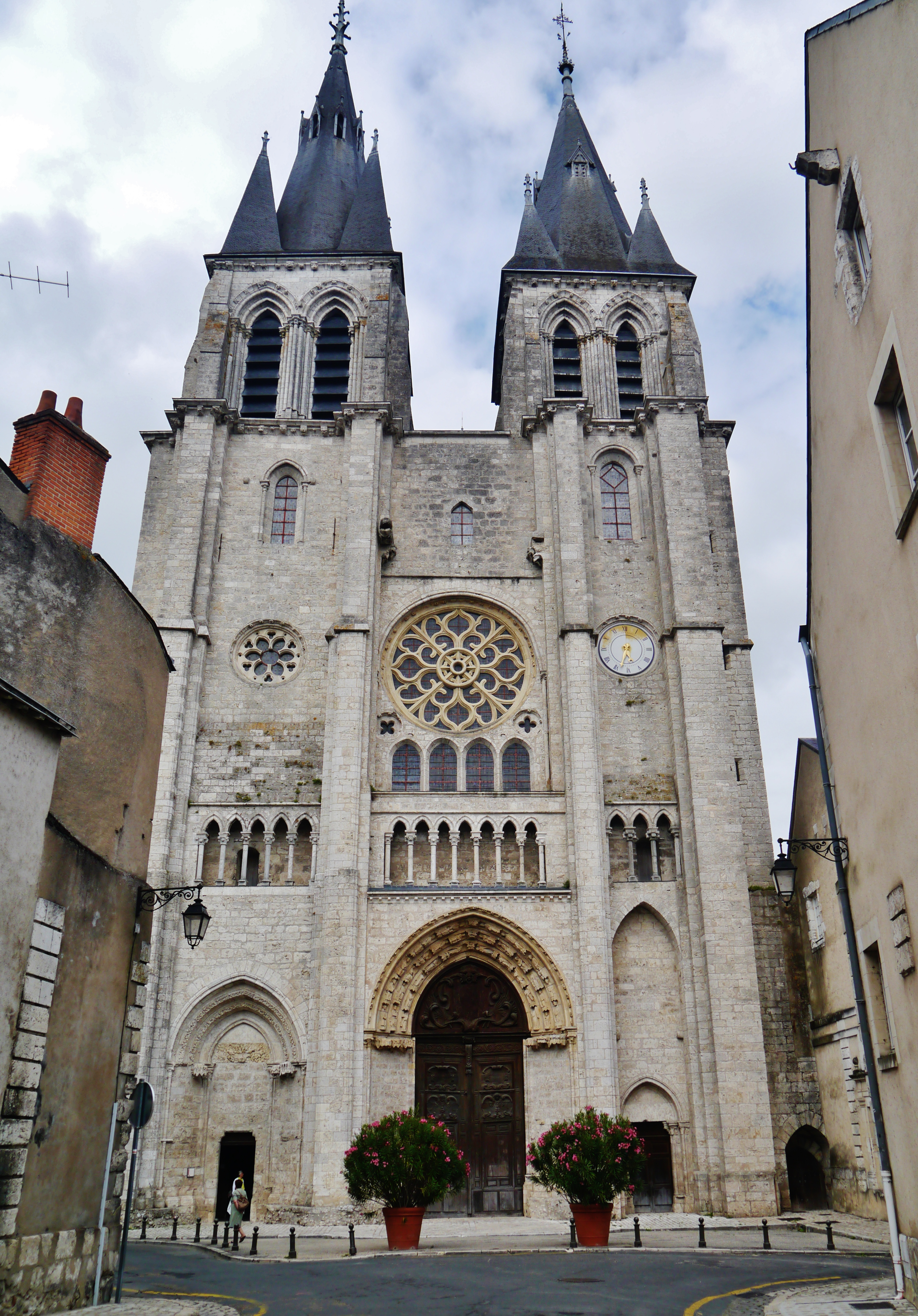
圣尼各老堂
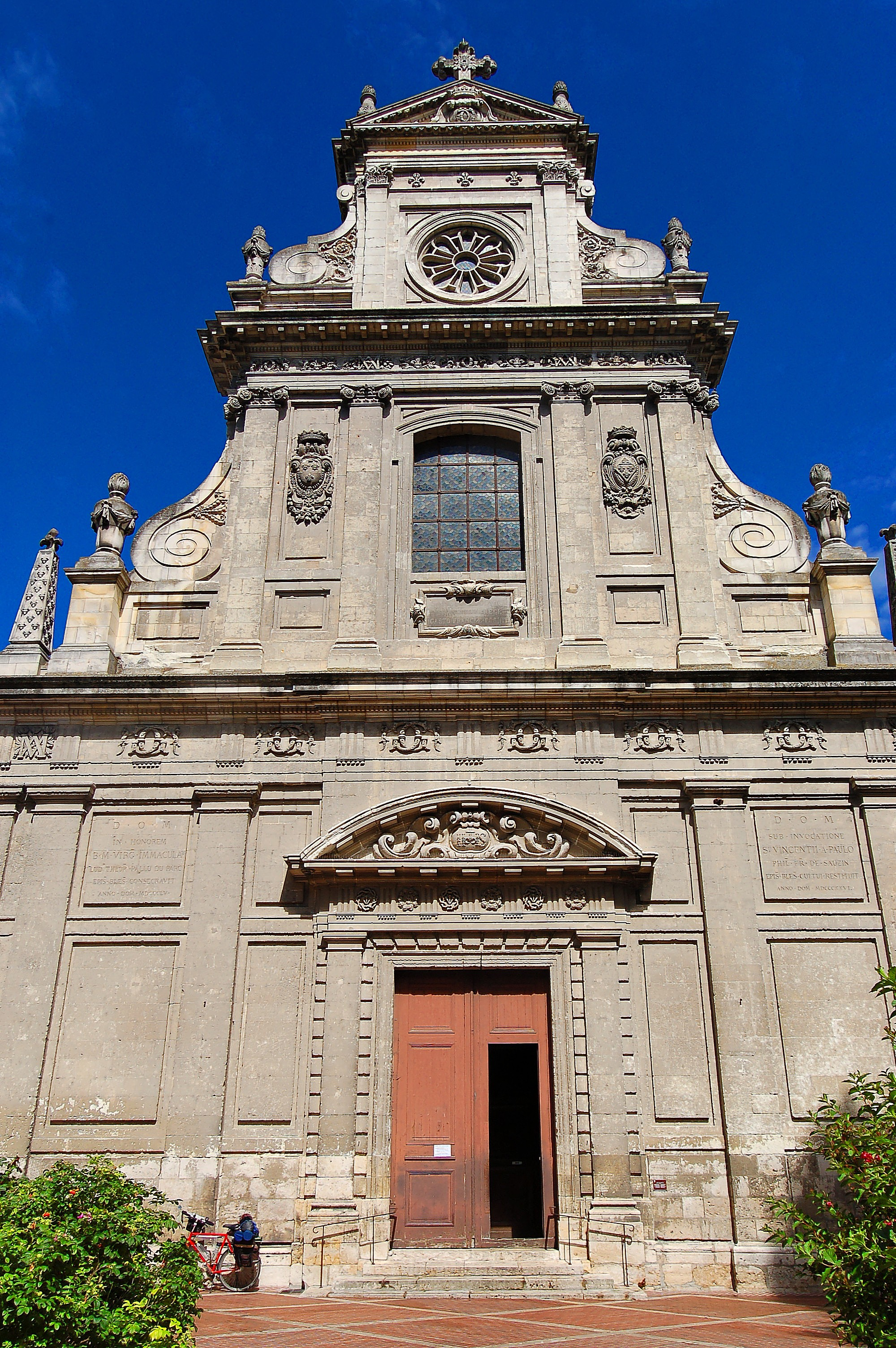
圣文生堂
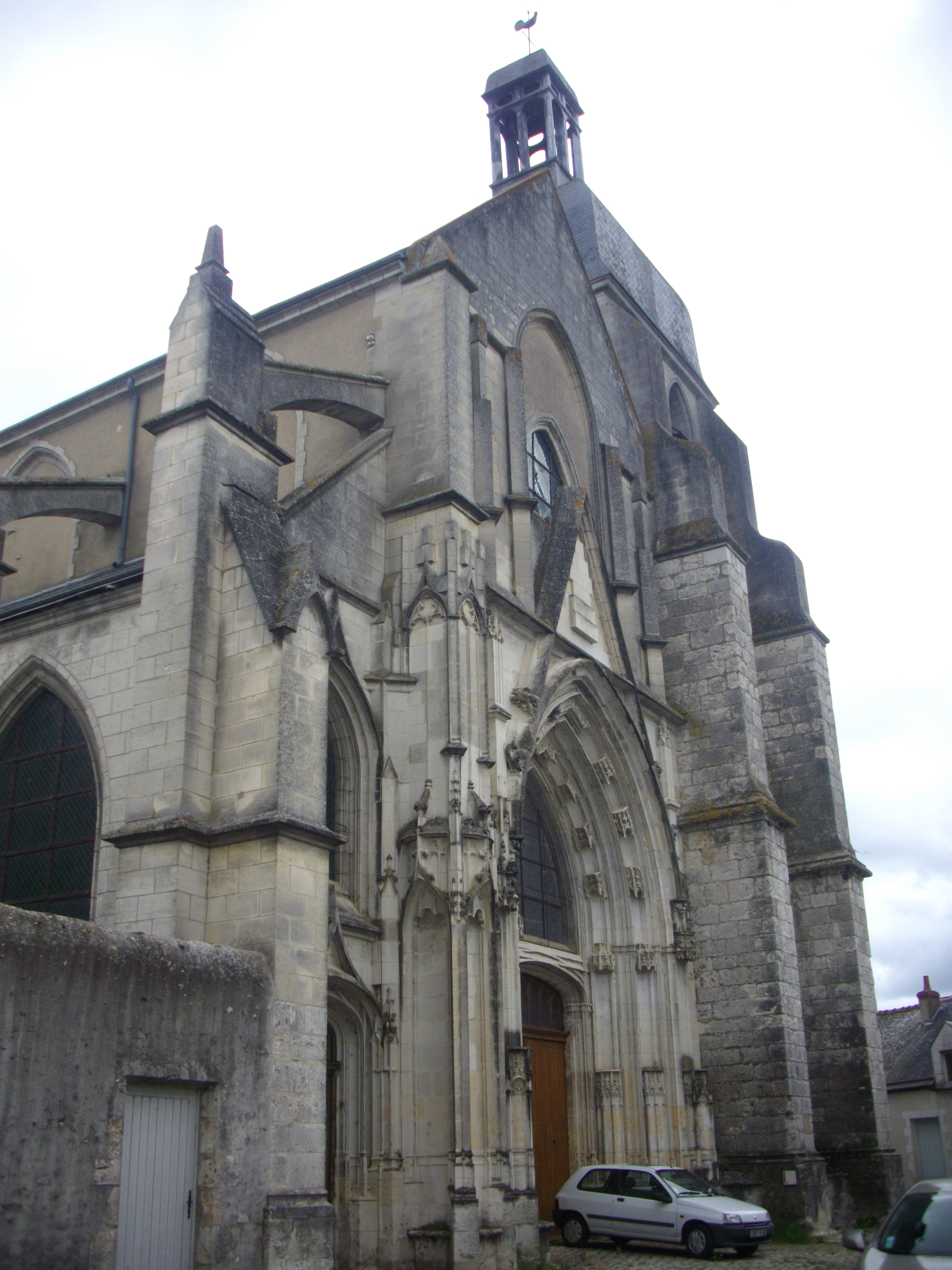
圣撒多宁堂
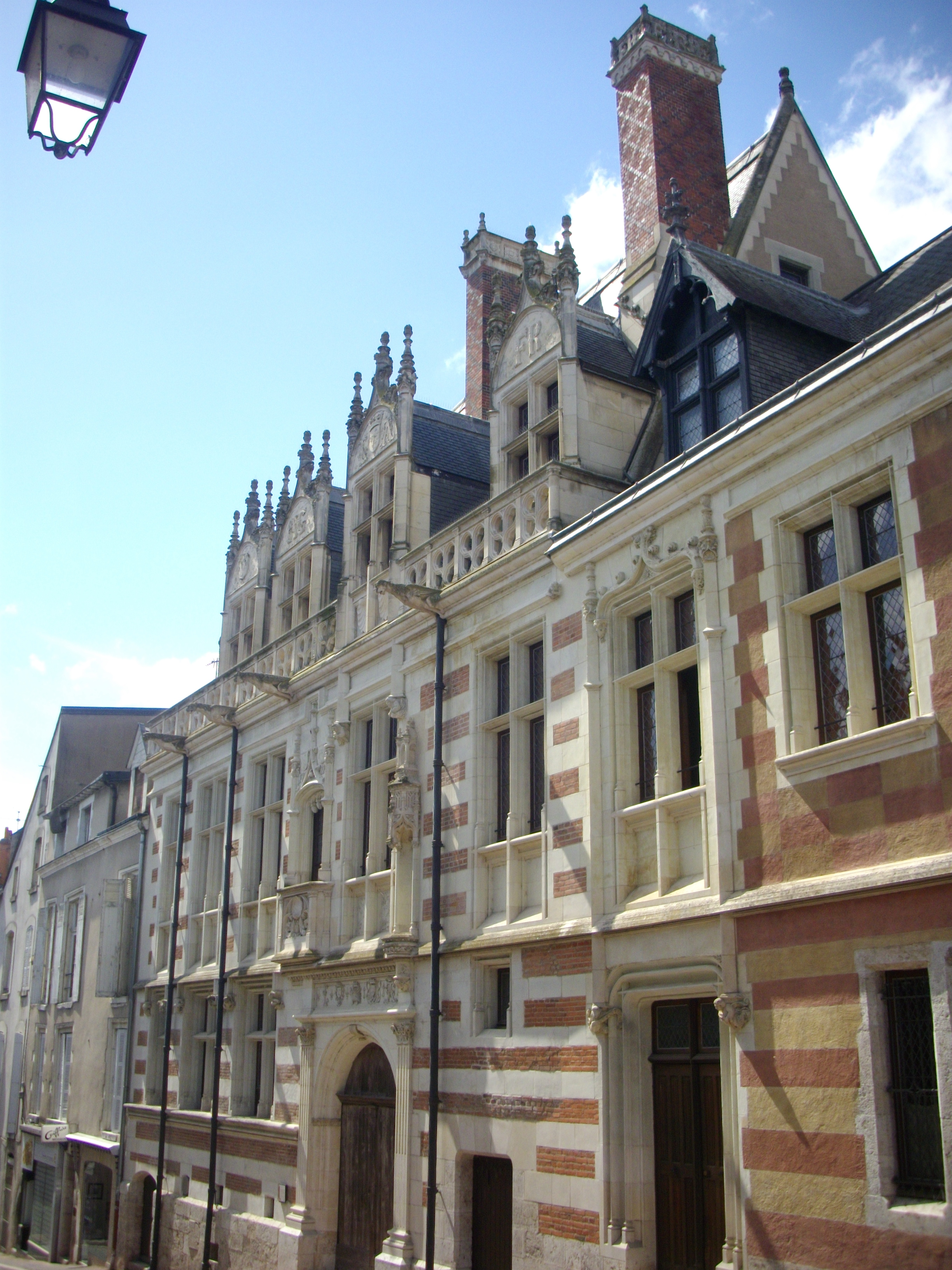
阿吕府邸
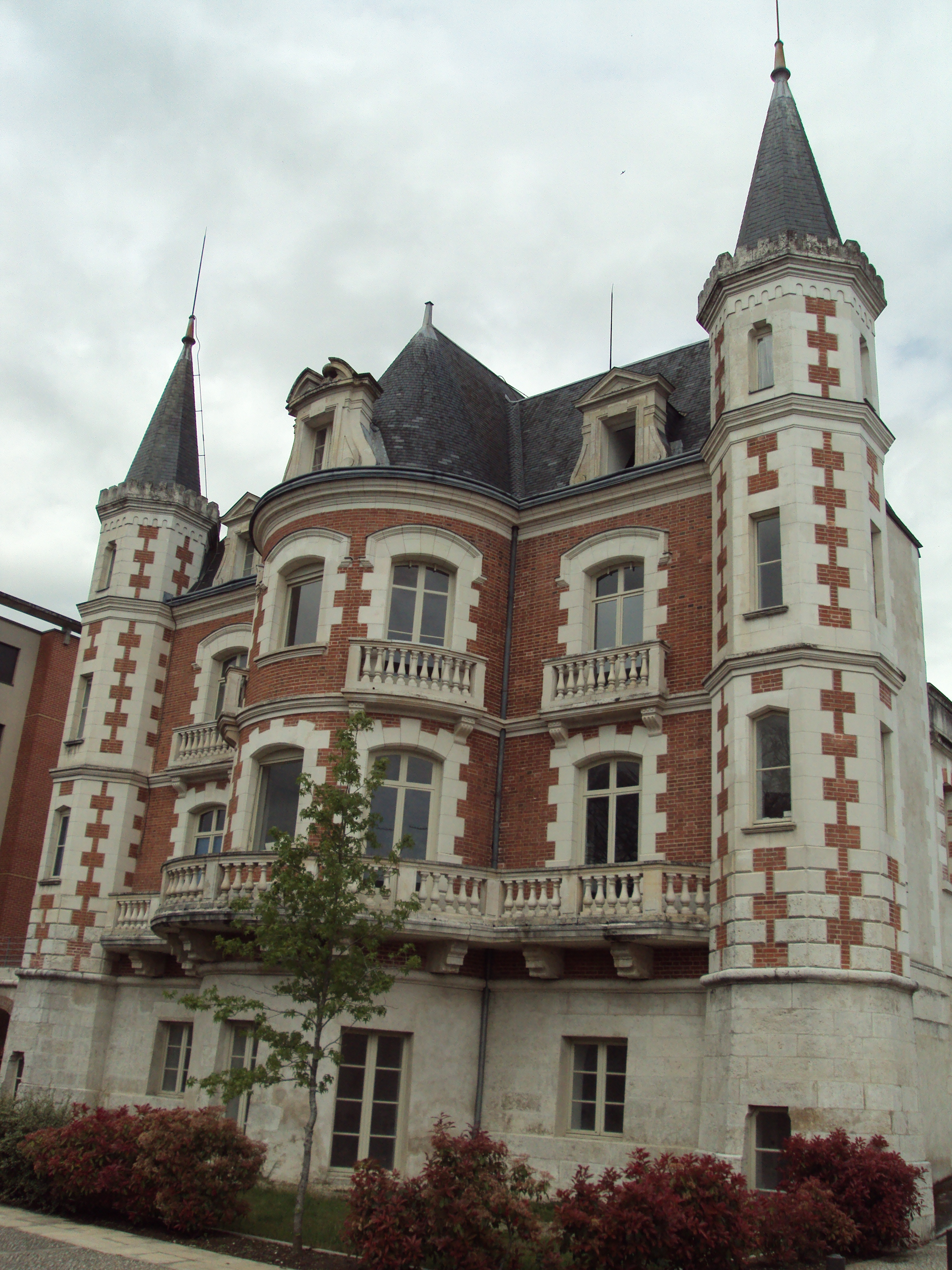
普兰巧克力工厂（法语：Ancienne chocolaterie Poulain de Blois）

### 旅游
布卢瓦的旅游事务由其所属的公共社区负责。2021年，布卢瓦境内共有21家酒店共计941间房间。

### 媒体
法国主要的媒体均可在布卢瓦接收，法国电视三台下属的中央-卢瓦尔河谷大区频道在部分时段播出布卢瓦所属区域的地方新闻。总部位于图尔的《中西部新共和报》以及图尔-卢瓦尔河谷电视台同样覆盖卢瓦-谢尔省。

## 相关人物
法兰西国王路易十二、魔术师让-欧仁·罗贝尔-乌丹、历史学家菲利浦·阿利埃斯和奥古斯坦·蒂埃里、哲学家勒内·盖农、画家贝尔纳·洛尔茹、拳击运动员吉尔贝·沙普龙、社会学家皮埃尔·罗桑瓦隆、饶舌歌手Niro、足球运动员阿利·西索科和科朗坦·让出生于布卢瓦。
逝世于布卢瓦的重要人物包括法国王后凯瑟琳·德·美第奇、第三代吉斯公爵亨利一世·德·洛林、奥尔良公爵加斯东等。

## 对外交流
截至2020年2月，布卢瓦共与6座城市互为友好城市，同时有两座交流合作关系城市。
| - 德国 瓦尔茨胡特-廷根，自1963年6月30日起 - 德国 魏玛，自1995年2月18日起 - 英格兰 雷威斯，自1963年6月30日起 - 羅馬尼亞 锡吉什瓦拉，自1995年11月18日起 - 義大利 乌尔比诺，自2003年5月1日起签订合作交流关系，2019年成为友好城市 - 西班牙 卡塞雷斯，自2009年6月起签订交流合作关系，2016年7月起成为友好城市 | - 越南 顺化市，自2007年5月23日起 - 摩洛哥 艾兹鲁，自2011年7月13日起 |